# 若松市警察 (福岡県)
若松市警察（わかまつしけいさつ）は、かつて存在した福岡県若松市（現北九州市）の自治体警察。

## 概要
従来の福岡県警察部が解体され、1948年（昭和23年）3月7日に若松市警察署が設置された。
1954年（昭和29年）に新警察法が公布された。これにより国家地方警察と自治体警察が廃止され、新たに都道府県警察として福岡県警察本部が発足。若松市警察も福岡県警察に統合され、姿を消した。

## 組織

### 警察署
- 若松市警察署[1]
  - 水上部（1948年10月設置）[2]